# Raquel Señoret
Raquel Señoret Guevara (Viña del Mar, 10 de octubre de 1922-Santiago, 27 de noviembre de 1990) fue una poetisa chilena.

## Primeros años de vida
Fue hija del político y diplomático Octavio Señoret Silva y de Sibila Guevara Reimers, y la cuarta de una familia de cinco hermanos —Sibila, Margarita, Maria Luisa,  Raquel y Octavio.  María Luisa estuvo casada con el escritor chileno Enrique Lafourcade—.
Creció en el seno de una familia de la alta burguesía viñamarina descendiente de Leoncio Señoret Montagne y de Manuel Señoret Astaburuaga. Este ideal libertario lo siguió su padre al abrazar la causa del Partido Radical, del cual fue presidente y senador de Chile, y que le significó incluso la relegación durante la dictadura de Carlos Ibáñez del Campo.
Una parte de su infancia la pasó en un Internado para señoritas en Marolles-en-Hurepoix, cerca de París (Francia), donde había fallecido su madre en octubre de 1930.  Quedó así bajo la tutela de su tío Álvaro Guevara, pintor casado con la pintora franco-inglesa Meraud Guinness. La muerte de su madre tuvo gran influencia en su vida, dado una permanente estadía en internados que le produjo una sensación de desamparo y falta de afecto que marcaron su relación con el mundo.

## Carrera profesional
Regresó a Chile con su padre en 1931 y se interesó en la literatura. Luego, viajó a Inglaterra, donde su padre había sido nombrado embajador en 1939, en el inicio de la Segunda Guerra Mundial —esta designación fue consecuencia de un altercado dentro del Partido Radical, que lo llevó a tener un duelo con Juan Antonio Ríos, posterior presidente de Chile—. En 1940 su padre falleció en Lisboa (Portugal), debido a una corta enfermedad. Ese mismo año, contrajo matrimonio con el escritor y militar inglés John Watney. La unión fue fallida y no prosperó.  
En 1945 conoció en Inglaterra al poeta Vicente Huidobro (quien ya tenía más de 50 años), fundador del creacionismo literario, y quien la condujo por el camino de la poesía; se convirtió luego en su tercera y última esposa, y quien lo acompañó hasta el día en que él murió, el 2 de enero de 1948, en Cartagena, Chile. Posteriormente, en 1951, se casó con Pedro Burchard Aguayo, arquitecto y pintor, hijo del destacado artista chileno Pablo Burchard Eggeling con quien tuvo tres hijos.
Participó en varios festivales, seminarios y encuentros de poesía, y publicó su primer libro, Sin título, en 1962. Su posición política como miembro del Partido Comunista de Chile le implicó persecución política durante la dictadura de Augusto Pinochet, régimen al que se opuso activamente, incluyendo la clandestinidad con las fuerzas opositoras al usurpador. Despedida de su trabajo en el Ministerio de Economía por el régimen de Pinochet, realizó varias traducciones técnicas aprovechando sus conocimientos profundos de inglés y francés, para subsistir económicamente. Escribió mucha poesía, pero, por problemas económicos, alcanzó a publicar su segundo libro de poesía, Anagogías, recién en 1989.
Fue muy amiga del poeta estadounidense Allen Ginsberg, autor de Howl, de la generación de los beatnik, y tradujo parte de su obra al español.

## Obra
Su obra está sintetizada en sus dos principales libros: Sin título (1962) y Anagogías (1989). Sin embargo, existen muchos poemas publicados en revistas especializadas que no se encuentran catalogados y se requiere investigación al respecto.